# Синхронне плавання на Чемпіонаті Європи з водних видів спорту 2018 — група, довільна програма
Змагання з синхронного плавання в довільній програмі груп на Чемпіонаті Європи з водних видів спорту 2017 відбулися 3 та 4 серпня.

## Результати[1]
| Місце | Країна          | Попередній раунд | Попередній раунд | Фінал   | Фінал |
| Місце | Країна          | Очки             | Місце            | Очки    | Місце |
| ----- | --------------- | ---------------- | ---------------- | ------- | ----- |
| 1     | Росія           | 95.5000          | 1                | 97.0333 | 1     |
| 2     | Україна         | 93.4333          | 2                | 94.6000 | 2     |
| 3     | Італія          | 90.8333          | 4                | 92.2333 | 3     |
| 4     | Іспанія         | 91.3333          | 3                | 92.1000 | 4     |
| 5     | Греція          | 86.0333          | 6                | 87.6333 | 5     |
| 6     | Франція         | 86.4667          | 5                | 87.5000 | 6     |
| 7     | Білорусь        | 82.5333          | 7                | 83.6000 | 7     |
| 8     | Ізраїль         | 82.2333          | 8                | 83.1000 | 8     |
| 9     | Велика Британія | 78.3667          | 9                | 78.9333 | 9     |
| 10    | Німеччина       | 76.6333          | 11               | 78.8000 | 10    |
| 11    | Австрія         | 77.0667          | 10               | 78.5667 | 11    |
| 12    | Португалія      | 74.2333          | 12               | 75.9000 | 12    |
| 13    | Туреччина       | 74.0000          | 13               |         |       |